# Spargania bellipicta
Spargania bellipicta är en fjärilsart som beskrevs av W. Warren 1901. Spargania bellipicta ingår i släktet Spargania och familjen mätare. Inga underarter finns listade i Catalogue of Life.